# Tamopsis grayi
Tamopsis grayi – gatunek pająka z rodziny Hersiliidae.
Gatunek ten został opisany w 1987 roku przez Barabarę i Martina Baehrów, na podstawie pojedynczej samicy odłowionej nad Mooney Mooney Creek, w pobliżu Gosford.
Holotypowa samica ma 3 mm długości ciała. Prosoma okrągła, szarawobrązowa z ciemniejszymi obrzeżami i rejonem ocznym oraz białymi, okrągłymi plamkami przy brzegach i białą, wydłużoną za oczami. Obszar oczny słabo wyniesiony, a nadustek w ½ tak wysoki jak on. Przednio-środkowa para oczu znacznie mniejsza niż tylno-boczna, a tylno-środkowa największa. Szczękoczułki żółte. Kształt sternum sercowaty. Opistosoma wyraźnie szersza niż dłuższa i szersza niż prosoma, nakrapiana, wyposażona w 5 par okrągłych grzbietowych dołków mięśniowych. Odnóża i tylno-boczne kądziołki przędne obrączkowane, te ostatnie podobnej długości co opistosoma. Wulwa z dwoma zbiorniczkami nasiennym na które nawinięte są w skomplikowany sposób przewody inseminacyjne. Brzuszny ze zbiorniczków ma całą zewnętrzną powierzchnię gruczołową.
Pająk endemiczny dla Australii, znany z Nowej Południowej Walii.